# Gaspard Béby Gnéba
Gaspard Béby Gnéba (Tehiri Guitry, Costa do Marfim, 6 de janeiro de 1963) é um clérigo católico romano da Costa do Marfim e bispo de Man.
Gaspard Béby Gnéba recebeu o sacramento da ordenação para a diocese de Gagnoa em 12 de julho de 1992.
Em 18 de dezembro de 2007, o Papa Bento XVI o nomeou Bispo de Man. O Arcebispo de Gagnoa, Barthélémy Djabla, ordenou-o bispo em 8 de março de 2008; Os co-consagradores foram o Arcebispo de Abidjan, Jean-Pierre Kutwa, e o Bispo Emérito de Man, Joseph Téky Niangoran.
De 29 de maio de 2019 a 24 de setembro de 2022, administrou também a diocese de Odienné durante a vaga de Sedis.